# كوينتن روزفلت
كوينتن روزفلت (بالإنجليزية: Quentin Roosevelt) هو طيار مقاتل وضابط أمريكي، ولد في 19 نوفمبر 1897 في واشنطن العاصمة في الولايات المتحدة، وتوفي في 14 يوليو 1918 في Chamery ‏ في فرنسا بسبب قتل في المعركة.

## معرض صور

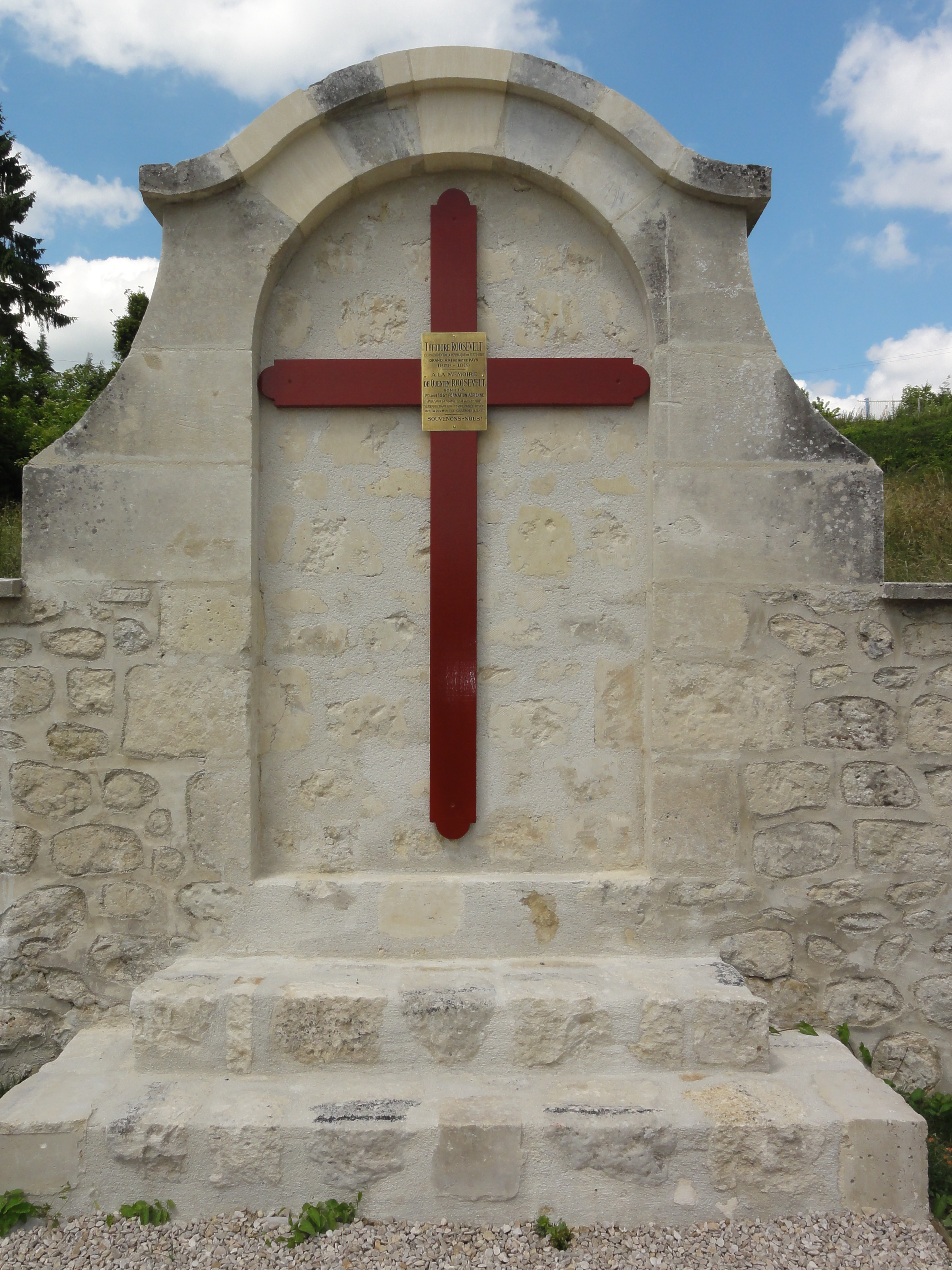
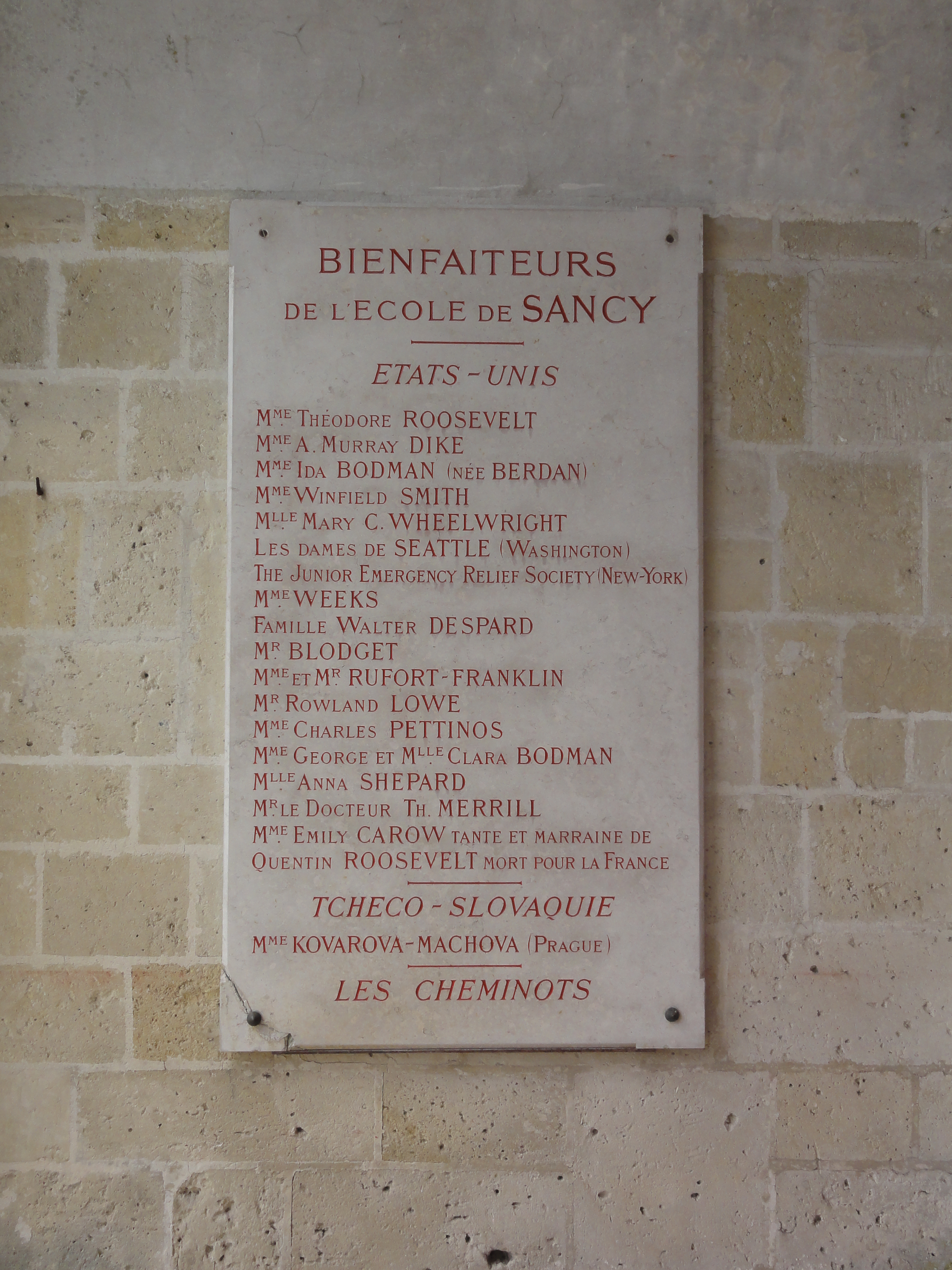
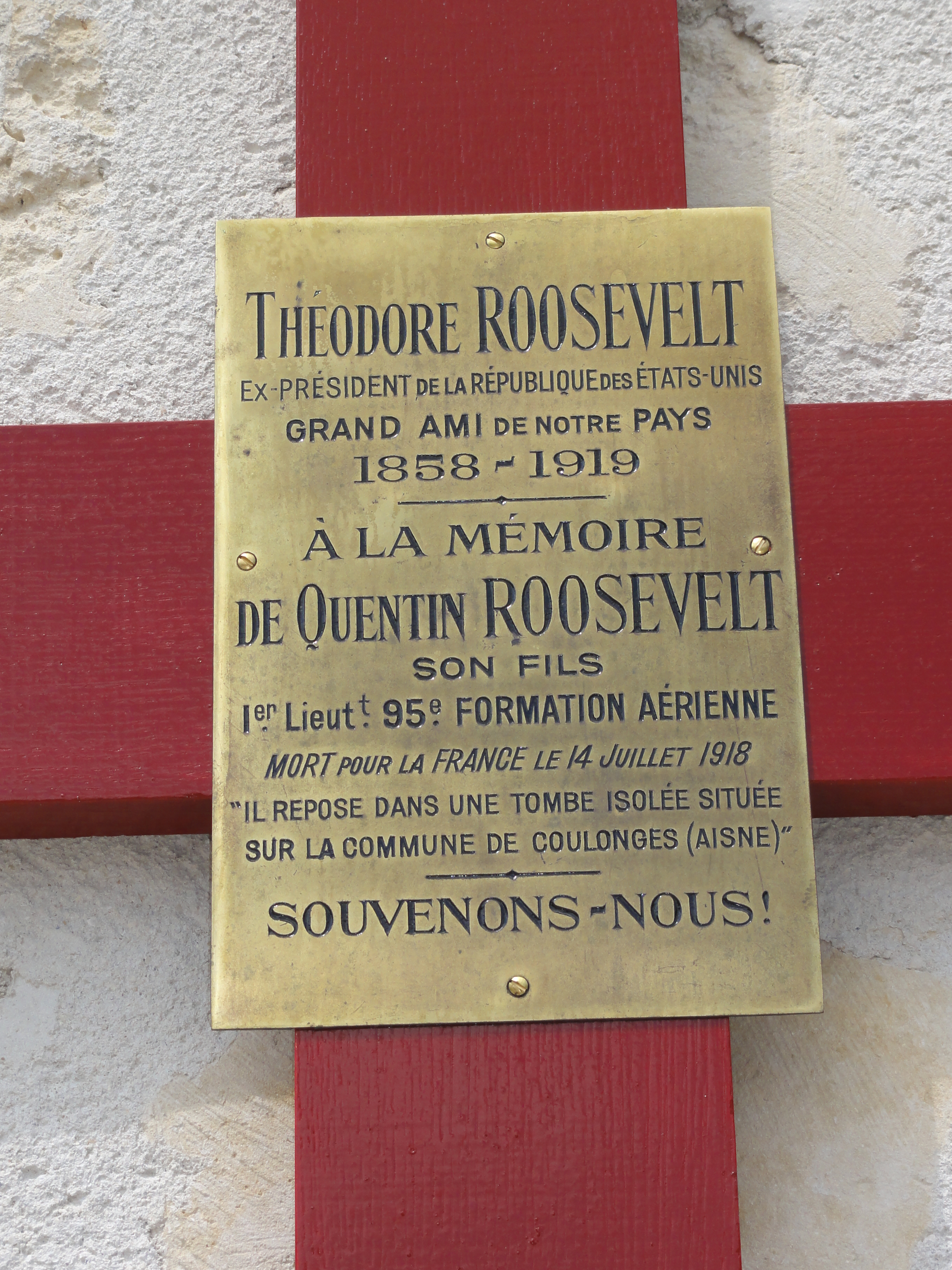

## وصلات خارجية
- كوينتن روزفلت على موقع إن إن دي بي (الإنجليزية)